# Lucie Lefebvre
Pour les articles homonymes, voir Lefèvre (patronyme).
Lucie Lefebvre née en 1956 à Québec est une artiste et photographe. Elle vit et travaille à Québec.

## Biographie
Après des études en arts visuels à l’Université Laval et une maîtrise de l'Université du Québec à Montréal, Lefebvre réalise maintes expositions individuelles et collectives à travers le Canada, les États-Unis, le Mexique et l’Europe. La réception de plusieurs bourses, principalement du Conseil des arts et des lettres du Québec et du Conseil des arts du Canada, lui permet de soutenir sa pratique artistique.
L'artiste s’implique dans la culture et l’éducation au Québec et au Canada, en siégeant sur de nombreux comités, conseils et jurys, notamment pour le Conseil des Arts du Québec, le Conseil des Arts du Canada, le Ministère de la culture du Québec et le Musée de la civilisation.
Entre 1982 et 1993, elle devient membre fondatrice, présidente et vice-présidence du conseil d’administration de VU, centre d’animation et de diffusion de la photographie. Elle est également administratrice du conseil d’administration du Centre Est-Nord-Est de Saint-Jean-Port-Joli de 1996 à 1998 et présidente du conseil d’administration de Manif d’art internationale de Québec de 2002 à 2013.
De plus, l’artiste a enseigné à l’Université Concordia de Montréal et au Cégep de Sainte-Foy à Québec.
La démarche artistique de Lucie Lefebvre se base sur l’exploration des codes et des limites de la photographie. Elle aime mettre en scène des objets et des espaces fictifs, ce qui lui permet de réfléchir et de faire réfléchir sur l’interprétation du réel et de l’illusion à l’aide d’amalgames de photographies, d’ajout de peinture sur l’image et du traitement numérique. Son travail s’inspire essentiellement des corps humains, des changements climatiques, de la nature et des paysages, et se concentre sur la valorisation des éléments de la nature et l’éloignement de l’aspect fonctionnel et initial des objets. Lefebvre excelle dans la construction d’univers fantastiques avec des objets et matériaux divers, comme en témoigne la série Habits d’objets de 1989-1990, où des objets épars empilés se transforment en personnages de théâtre.

## Musées et collections publiques
- Musée des beaux-arts du Canada[4]
- Musée national des beaux-arts du Québec[5]
- Banque d'art du Conseil des Arts du Canada[6]
- Freedman Gallery, Oklahoma, États-Unis
- Winnipeg Art Gallery, Manitoba[7]
- Collection Loto-Québec
- Collection Steinberg
- Collection Air Canada
- Pavillon des métiers d’art, Destination, Cégep de Limoilou, Québec
- London Life Insurance Company, London, Ontario
- Bibliothèque Gabrielle-Roy, Artothèque Québec
- Ville de Charlesbourg

## Prix et distinctions
- 2003 : Finaliste au Prix Videre Reconnaissance pour l’exposition Horizon aveugle présenté à la galerie des arts Visuels de l’université Laval, Québec
- 1987-88 : Prix de la London Life Insurance Co., pour l’exposition collective Young Contempories, à la galerie London Regional Art, Ontario

## Expositions individuelles et collectives (sélection)
·        2023 : Entrelacs, salle de diffusion du Couvent de Beauport
·        2022 : Centre d’exposition Louise-Carrier, Lévis, Entrelacs
·        2022 : Bibliothèque Paul-Aimé Paiement, Québec (Québec), Parcours et trajectoires, exposition collective en collaboration avec la Manif d'art
·        2019 : La Maison Longue, Québec (Québec).
·        2009 : Cégep de Victoriaville, Victoriaville (Québec).
·        2008 : Galerie de l’Université Laval, Québec (Québec), Repérage.
·        2004 : Galerie Thérèse Dion, Montréal (Québec), Les marais.
·        2002 : Musée canadien de la photographie contemporaine, Ottawa (Ontario), Une mise en ordre. Forme et expression dans la pratique photographique canadienne. Exposition itinérante au Canada.
·        2002 : Galerie Occurrence, Montréal (Québec), Horizon aveugle.
·        2001-02 : VU, Centre de diffusion et de production de la photographie Québec (Québec), Le vertige de l’évidence (duo avec Sylvie Readman). Exposition itinérante à Bordeaux, (France).
·        2001 : Galerie de l’Université du Québec, Le Mois de la photo à Montréal (Québec), Interventions paysagères.
·        2000 : El centro de la imagen, Mexico (Mexique), Le cadre, la scène, le site. Exposition itinérante au Mexique : Museo de la Ciudad à Queretaro et Museo l’universidad à Guanajuato.
·        1999 : Centre d’exposition Plein sud, Longueuil (Québec), Sustentation.
·        1999 : Galerie Mistral, Montréal (Québec), Paysages inachevés.
·        1998 : Musée du Québec (Québec), Collection prêt d’œuvres d’art- Acquisition 98.
·        1998 : Langage Plus, Alma (Québec), Phytographies et Paysages inachevés.
·        1996 : Leo Kamen Gallery, Toronto (Ontario), Salle d’urgence.
·        1996 : VU, Centre de diffusion et de production de la photographie, Québec (Québec), Paysages inachevés.
·        1995 : Leo Kamen Gallery, Toronto (Ontario), Astres marins.
·        1995 : Gallery of San Diego (Californie),The (pre) Fabricated Image.
·        1995 : Galerie du Centre des Arts Saidye Bronfman, Montréal (Québec).
·        1995 : Staging : l’image (pré)fabriquée, Mois de la photo à Montréal (Québec).
·        1995 : Glendon Gallery, York University, North York (Ontario), Photographie installation.
·        1995 : VU, Centre de diffusion et de production de la photographie Québec (Québec), Astres marins.
·        1994 : Leo Kamen Gallery, Toronto (Ontario), Habits d’objets.
·        1992 : Musée Canadien de la photographie contemporaine, Ottawa (Ontario), Beau, exposition itinérante; Service Culturel de l’Ambassade du Canada à Paris,    
. 1992 : Musée des beaux-arts de Sherbrooke (Québec), Les arts et la ville.
·        1992 : Musée des Beaux Arts, Troyes (France), La traversée des mirages. Photographie du Québec.
·        1991 : Vu centre d’animation et de diffusion de la photographie, Le réel et ses simulacres, exposition itinérante en Europe et au Canada :Bruxelles 
·        1991 : Saint-Malo (France) ; Saskatoon (Saskatchewan) ; Sherbrooke, Longueuil et Jonquière (Québec).
·        1991 : Musée Canadien de la photographie contemporaine, Ottawa (Ontario), Théâtre d’objets, exposition itinérante ; Sherbrooke (Québec), Calgary (Alberta).
·        1991 : Gallery 44, Toronto, (Ontario), New borders, New Bounderies. Nouvelles frontières Nouvelles démarcations.
·        1990 : Services Culturels du Québec à Paris (France), Simulacre et romance.
·        1990 : Musée d'art de Joliette, Joliette (Québec), Habits d’objets.
·        1989 : Palais des expositions, Nice (France), Art jonction Internationale.
·        1989 : Dunlop Gallery, Régina (Saskatchewan).
·        1989 : Photographers Gallery, Saskatoon (Saskatchewan), Landscape 150 Years after
·        1988 : Musée de la civilisation, Québec, Noël réinventé.
·        1988 : Optica, Montréal (Québec), La photographie en tant que document vulguaire.
·        1988 : Galerie 44, Toronto (Ontario), Évocation.
·        1988 : Dazibao, Montréal (Québec), Simulacre et romance.